# Wincanton (Unternehmen)
Wincanton PLC ist ein britisches Logistikunternehmen mit Sitz in Chippenham in der südenglischen Grafschaft Wiltshire.
Wincanton erbringt alle Dienstleistungen entlang der Lieferkette, von der Versorgung mit Rohstoffen bis zum Recycling von Reststoffen. Mit ca. 30.000 Mitarbeitern und einem Jahresumsatz von 1,93 Milliarden Pfund (2,76 Milliarden Euro; Stand 2007) war es 2007 einer der größten Logistikdienstleister in Europa. 2013 belief sich der Umsatz nur noch auf 1,1 Milliarden Pfund, die Mitarbeiterzahl halbierte sich auf 16.000.

## Geschichte
Gegründet wurde das Unternehmen 1925 unter dem Namen Wincanton Transport & Engineering Ltd (WT&E), damals eine Tochtergesellschaft des Molkereikonzerns West Surrey Central Dairy Company Ltd und noch primär im Unterhalt und der Ausrüstung von Milchverarbeitungsmaschinen und -anlagen tätig. In den 1970er Jahren wurde WT&E aufgespalten in die Maschinensparte und die Transportsparte Wincanton Transport Ltd (WTL), die sich hauptsächlich mit Verladung und Transport von Erdölprodukten und Milch befasste. Nach weiteren Umstrukturierungen und Akquisitionen, darunter insbesondere 1993 die Glass-Glover-Gruppe und im Dezember 2000 P&O Trans European, ging das Unternehmen im Mai 2001 an die Londoner Börse. Zahlreiche weitere Übernahmen von Mitbewerbern folgten. Seit 2006 ist Wincanton im FTSE 250 Index gelistet.
Einige Bereiche der Wincanton wurden inzwischen an unterschiedliche Käufer veräußert.

## Tochtergesellschaften
Konzerntöchter sind u. a.

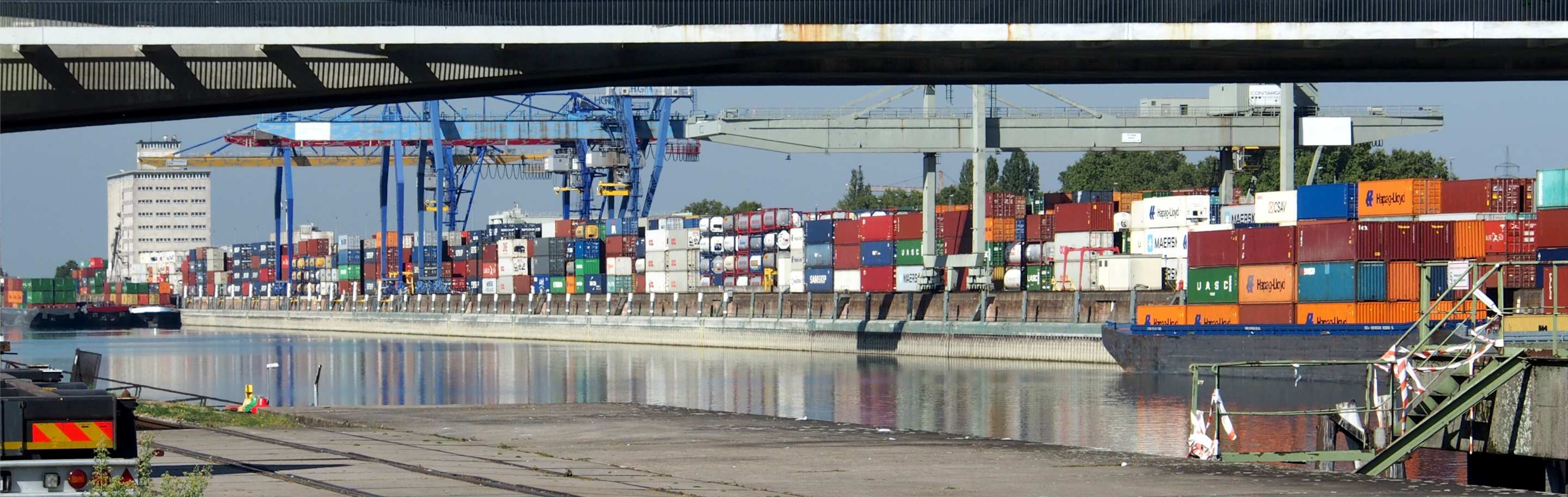
Ehemaliges Wincanton-Container-Terminal im Hafen Mannheim, gehört jetzt Contargo

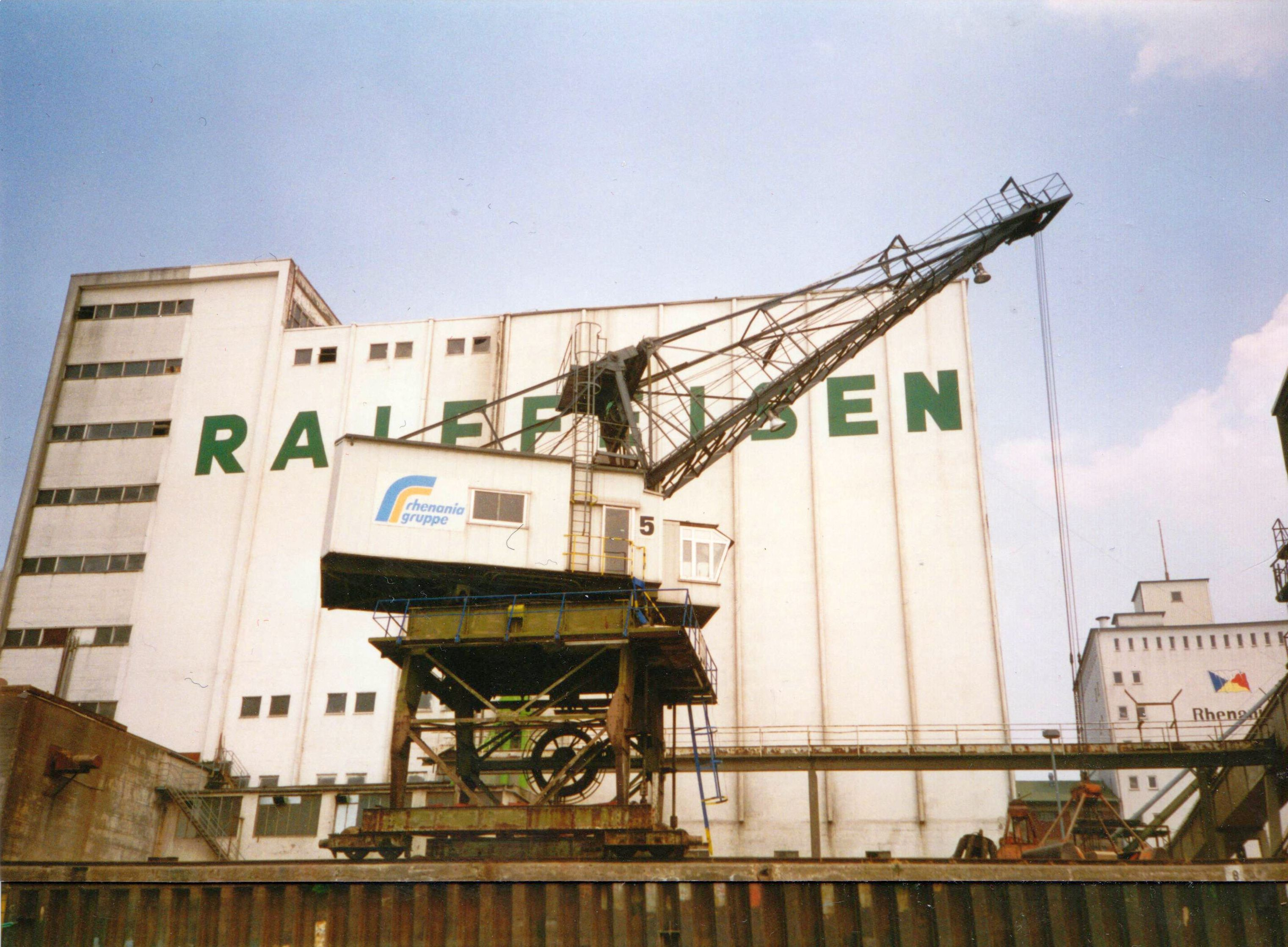
Krananlage Rhenania Gruppe im Hafen Dortmund 1995

- Pullman Fleet Services (Doncaster): Fahrzeugleasing und -wartung
- Wincanton Records Management (Rainham, London Borough of Havering, Essex, und Blanchardstown b. Dublin/Irland): Dienstleister für Akten- und Datenmanagement
- Consilium (Runcorn, Chippenham und Paris): Logistikberatungsgesellschaft

## Gesellschafter
Größere Gesellschafter von Wincanton PLC sind (mit Stand Mai 2019):
- Aberforth Partners, 17,3 %
- Columbia Threadneedle Investment, 15,91 %
- Schroder Investment Management, 7,36 %
- Tellworth Investments, 4,24 %
- Unicorn Asset Management, 3,96 %
- M&G Investment Management Ltd (Tochter von Prudential plc), 3,80 %
- Polar Capital, 3,74 %